# Diepvrieshuis
Een diepvrieshuis is een gemeenschappelijke inrichting voor het invriezen van voedingsmiddelen door particulieren.

## Geschiedenis
Nadat vanaf 1925 de door snelkoeling diepgevroren maaltijden werden verkocht in de Verenigde Staten duurde het nog tot ver na de Tweede Wereldoorlog voordat deze techniek ook in Europa van de grond kwam. Diepvriesmaaltijden werden in Nederland pas vanaf 1963 geproduceerd.
Omstreeks 1960 was de koelkast, en zeker de diepvriezer, in de meeste huishoudens nog niet aanwezig. Toch bestond de behoefte aan het invriezen van voedingsmiddelen, vooral op het platteland waar velen over moestuinen beschikten of waar weleens een varken werd geslacht. Door de Rijksvoorlichtingsdienst en de Nederlandse Bond van Plattelandsvrouwen werd de nieuwe conserveringsmethode gepropageerd.
Aldus verrezen er diepvriescoöperaties en soortgelijke verenigingen, waarvan de leden een kluis in een diepvrieshuis konden huren. Een dergelijke kluis had een inhoud van bijvoorbeeld 100 liter.
De meeste van dit soort diepvrieshuisjes bestaan niet meer. Dat in Alem sloot in 2001, maar het diepvrieshuis in Goudriaan bestaat nog en is vooral bij boeren in gebruik. Het diepvrieshuisje in Bennekom "De Kraats" bestaat in 2023 59 jaar en is nog steeds in gebruik. De coöperatieve diepvries in Zijderveld is eind 2022 gesloten.

## Externe bron
- De diepvries van Goudriaan